# Jakaya Mrisho Kikwete
Jakaya Mrisho Kikwete (Msoga, 7 de octubre de 1950) es un militar y político tanzano que se desempeñó como presidente de Tanzania desde diciembre de 2005 hasta noviembre de 2015.

## Juventud
Realizó los estudios primarios y secundarios en su ciudad natal y en Kibaha, para ingresar en 1972 en la Universidad de Dar es-Salam. Diplomado en Ciencias Económicas, se incorporó a las filas de la Unión Nacional Africana de Tanzania (TANU) que ostentaba el poder bajo el mando de Julius Nyerere, y después de una fusión con su homólogo de Zanzíbar, pasó a denominarse de manera más común en suajili, Partido Revolucionario (CCM). Kikwete ingresó en la Fuerza aérea (Fuerza de Defensa Popular de Tanzania) en la que alcanzó en 1985 el grado de mayor-instructor.

## Ingreso en la política
En 1988 fue designado diputado en representación de su distrito durante la presidencia de Ali Hassan Mwinyi y viceministro de Energía (hasta 1990 en que lo fue de Energía, Agua y Recursos Minerales). Su condición de musulmán en un país donde los conflictos religiosos entre la minoría musulmana y la mayoría cristiana estaban a la orden del día fue, en un principio, un obstáculo, aunque a lo largo de su carrera política demostró plena capacidad de integración de las distintas ideas religiosas. En 1991 legó al grado de teniente coronel, retirándose del servicio activo del Ejército.
Aplicó una política de reformas sustanciales en el sector minero de desregulación y liberalización, permitiendo la adquisición de una parte del monopolio estatal a empresas privadas procedentes del exterior. Siguió como diputado y, tras los cambios constitucionales de 1992, en los que el país se abrió al multipartidsmo, Kikwete fue nombrado Ministro de Finanzas en 1994.
Para las elecciones de 1995 (las primeras del país con distintas candidaturas), se postuló en el seno del CCM como candidato a la Presidencia de la República. A pesar de tener amplias posibilidades, las bases del partido influenciadas por los dirigentes históricos no le apoyaron y, por un mínimo resultado, fue declarado candidato oficial Mkapa quien ganó las elecciones en octubre. La influencia de Kikwete en amplios sectores sociales le permitieron ser nombrado Ministro de Asuntos Exteriores en el nuevo gabinete. En su haber se encontró haber evitado la incorporación de su país a la segunda guerra del Congo e impulsar la Comunidad de Desarrollo de África Austral, consiguiendo un acuerdo de unión aduanera en 2005 con Kenia y Uganda. También medió en la guerra civil de Burundi, ofreciendo el territorio tanzano como lugar neutral de encuentro de las distintas partes enfrentadas, con objetivos de llegar a un acuerdo de paz.

## Presidencia
La limitación a dos mandatos presidenciales le permitió a Kikwete presentarse sin oposición interna a las elecciones presidenciales de 2005 y ganarlas en una situación internacionalmente favorable para el país, tras llegar a acuerdos con el Fondo Monetario Internacional y el Banco Mundial para mantener y reforzar las políticas liberalizadoras tras los éxitos económicos, sobre todo de los últimos cinco años con crecimientos sostenidos del PIB de entre un 4,5 y un 6% anual a pesar de que Tanzania seguía siendo uno de los países más pobres del mundo y sufría graves problemas por la expansión de la pandemia del sida, que en 2005 afectaba al 10% de la población adulta del país. La victoria el 21 de diciembre por casi un 78% de los votos fue contundente, pero no evitó que se volviera a culpar de fraude las elecciones en Zanzíbar donde la oposición denunció amplias irregularidades, aunque los observadores internacionales las circunscribieron a casos puntuales en dicha zona. En la asamblea el CCM se hizo con el control de más de tres cuartas partes de la cámara.
El 21 de diciembre de 2005, en presencia de 13 mandatarios africanos, Kikwete prestó juramento en el Estadio Nacional de Dar es-Salam como presidente de la República con mandato hasta 2010, con opción de renovar entonces hasta 2015.
Su mujer, Salma Kikwete, fue primera dama durante su mandato como presidente y en 2017 se convirtió en diputada, siendo la primera vez, desde la independencia de Tanzania, en que eso sucedía.
| Predecesor: Benjamin William Mkapa   | Presidente de Tanzania 2005 - 2015        | Sucesor: John Magufuli    |
| Predecesor: John Kofi Agyekum Kufuor | Presidente de la Unión Africana 2008—2009 | Sucesor: Muamar el Gadafi |